# Асел
Асел (на люксембургски: Aassel) e село в Люксембург, окръг Гревенмахер, кантон Ремих, община Бус.
Населението му е 157 души през 2001 година.